# Kamienica Gustawa Pala w Warszawie
Kamienica Gustawa Pala – zabytkowa kamienica znajdująca się w warszawskiej dzielnicy Ochota, w Alejach Jerozolimskich 101.

## Opis
Kamienica została zaprojektowana przez Jerzego Gelbarda i Romana Sigalina dla rodziny Palów, właścicieli wolskiej Fabryki Przetworów Chemicznych „Dobrolin”. Ma układ dwupodwórzowy, półotwarty od strony zachodniej w pierwszym dziedzińcu i otwarty w drugim. Pięciopiętrowy budynek frontowy powstał w latach 1937−1938, a trzy czteropiętrowe oficyny w latach 1939−1940. Fasada z okładziną z płyt piaskowca ma umieszczone w jednoosiowych odstępach cztery pięciokondygnacyjne wykusze (rozwiązanie typowe dla tej spółki architektów) oraz wnęki balkonowe w osiach skrajnych. Klatka schodowa została obłożona marmurem i lastrykiem. Zainstalowano również kute kraty w stylu art déco.
Budynek stanowi wybitny przykład luksusowej architektury mieszkaniowej w Warszawie końca lat 30. XX wieku. W 2011 roku został wpisany do rejestru zabytków.
W latach 1960−1968 w kamienicy mieszkała Ida Kamińska, co upamiętnia tablica umieszczona na fasadzie.